# Kim Young-sam
Dans ce nom coréen, le nom de famille, Kim, précède le nom personnel.
Kim Young-sam (/kim jʌŋ.sam/ → /ki.mjʌŋ.sam/), né le 20 décembre 1927 à Geoje dans le Gyeongsang du Sud et mort le 22 novembre 2015 à Séoul (Corée du Sud), est un homme d'État sud-coréen. Il a été président de la République du 25 février 1993 au 25 février 1998.

## Biographie
Ancien opposant à Park Chung-hee, qui voulut le faire assassiner, il devient le premier président civil après les élections de décembre 1992 et succède au général Roh Tae-woo, qui avait soutenu son élection.

## Présidence
La présidence de Kim Young-sam (1993–1998) est marquée par une volonté de modernisation de la Corée du Sud. Elle s'incarne dans différents événements comme l'Exposition spécialisée de 1993 organisée à Daejeon et la visite le 14 septembre 1993, du président François Mitterrand qui conduit à un accord, en avril 1994, aux termes duquel la France vend la technologie du TGV français pour construire la ligne Séoul–Busan. Sa présidence est marquée par une série de vastes réformes économiques visant à assouplir les réglementations nationales et le code du travail, à favoriser les investissements étrangers, à réformer les chaebols et à promouvoir la concurrence.

### Campagne anti-corruption
Il lance une vague de réformes anti-corruption. Le gouvernement de Kim Young-sam exige des responsables gouvernementaux et militaires qu'ils publient leurs états financiers et introduit le système de transactions financières sous « nom réel » dans tout le pays, ce qui rend difficile l'ouverture de comptes bancaires sous de faux noms, précipitant la démission de plusieurs officiers de haut rang et membres du cabinet. Cette mesure rend également difficile pour les chaebols d'obtenir les faveurs du gouvernement en envoyant de l'argent à des politiciens et des fonctionnaires sous de faux noms et anonymes. Ainsi, ces pratiques sont considérablement limitées. Il fait arrêter ses deux prédécesseurs à la présidence, Chun Doo-hwan et Roh Tae-woo, et les inculpe pour corruption, trahison et pour leur rôle dans des coups d'État militaires, bien qu'ils sont graciés vers la fin de son mandat sur les conseils du président élu Kim Dae-jung.
Son administration poursuit également les chefs de chaebols qui ont payé des pots-de-vin à Chun Doo-hwan et Roh Tae-woo, les plus éminents étant Lee Kun-hee du Groupe Samsung et Kim Woo-choong de Daewoo. Ils sont poursuivis, bien que la peine de Lee ait été suspendue et que Kim n'ait pas purgé sa peine. Kim Young-sam purge également les généraux à vocation politique de la clique Hanahoe, à laquelle appartenaient Chun Doo-hwan et Roh Tae-woo. Cette clique continuait à être profondément impliquée dans l'élaboration des politiques. Ainsi, Hanahoe est démantelée et la dépolitisation de l'armée commence sous la présidence de Kim Young-sam.
Kim Young-sam accorde également l'amnistie à 41 000 prisonniers politiques, juste après son entrée en fonction en mars 1993 et annule les condamnations pénales des manifestants pro-démocratie qui avaient été arrêtés lors du soulèvement de Gwangju, au lendemain du coup d'État de 1980,. Cependant, la campagne anti-corruption de Kim Young-sam est mise à mal après que son fils soit arrêté pour corruption et évasion fiscale en lien avec le scandale Hanbo.

### Économie
Kim Young-sam se montre critique à l'égard de l'influence des chaebols sur la société sud-coréenne au début des années 1990 et il croit fermement en une déréglementation qui donnerait un pouvoir considérable aux « petites et moyennes entreprises ». Pendant son mandat présidentiel, il considére le monopole des chaebols sur l'importation de certaines ressources ou produits et/ou sur certains marchés où ils sont de « grandes entreprises » comme des éléments dépassés de l'époque précédant sa présidence et renforcés par les politiques laxistes des gouvernements antérieurs.
En plus de mettre un frein aux pratiques de corruption des chaebols, Kim Young-sam les encourage à devenir plus petits et davantage compétitifs pour réussir dans l'économie mondiale, contrairement au modèle de croissance économique dirigé par l'État lors des décennies précédentes. Les chaebols ont été critiqués à l'époque pour leur inefficacité et leur manque de spécialisation. Kim Young-sam publie un « Plan de 100 jours pour la nouvelle économie », destinée à réduire l'inflation et à éliminer la corruption des entreprises. Un autre plan quinquennal est également mis en œuvre, pour encourager les investissements étrangers dans le cadre d'une stratégie d'internationalisation et de libéralisation économique. En 1996, le PNB par habitant dépasse les 10 000 dollars.

### Crise économique asiatique
La fin de sa présidence est marquée par la crise économique asiatique. La monnaie coréenne, le won, se déprécie de 96,5 % par rapport au dollar américain entre novembre 1997 et janvier 1998, et le PIB plonge de 7 % en 1998. Le 22 novembre 1997, dans un discours télévisé à la nation, Kim Young-sam s'excuse et a appel la nation à se serrer la ceinture. Il accuse les entreprises d'avoir trop emprunté, les travailleurs d'avoir exigé des salaires trop élevés et admet que son gouvernement n'a pas mis en œuvre de réformes fortes de son propre chef en raison de la pression de groupes d'intérêts particuliers.
Le 3 décembre 1997, le Fonds monétaire international (FMI) accepte de fournir 58,4 milliards de dollars américains à titre de plan de sauvetage. En échange, la Corée du Sud est obligée de prendre des mesures de restructuration. En outre, le gouvernement sud-coréen lance un programme de réforme du secteur financier. Dans le cadre de ce programme, 787 institutions financières insolvables sont fermées ou fusionnées jusqu'en juin 2003.

### Scandales et catastrophes
La présidence de Kim Young-sam est cependant marquée par des scandales et des catastrophes : 
- en juin 1995, l'effondrement du grand magasin Sampoong cause cinq cents morts ;
- la faillite du conglomérat Hanbo Steel, dans laquelle est impliqué le fils de Kim Young-sam, est un signe précurseur de la crise financière sud-coréenne de 1997 ;
- la restriction des libertés syndicales, résultant de la loi du 26 décembre 1996, entraîne d'importantes manifestations, alors que le procès pour corruption des deux généraux qui ont été les prédécesseurs de Kim, Chun Doo-hwan et Roh Tae-woo, est perçue comme une manœuvre de diversion[15],[16].

## Distinctions
- Docteur honoris causa de l'université Waseda[17]